# أنصار الشريعة (باكستان)
أنصار الشريعة الباكستانية (بالأُردية: انصار الشریعہ جماعت)  هي جماعة باكستانية مسلحة مقرها في كراتشي في باكستان. تأسست المنظمة في فبراير 2017. شاركوا في العديد من الهجمات، وفي مرحلة ما كانت الهجمات أسبوعية. زعمت المجموعة عبر صفحتها على تويتر أنها جندت أعضاء من جنوب البنجاب و بلوشستان و وزيرستان. وزعمت الجماعة أيضًا أن لها صلات بتنظيم القاعِدة.

## التاريخ
تأسست المجموعة في فبراير 2017 وهي من منطقة البنجاب في باكستان، يُزعم أن قادة الجماعة قد استمدوا أيديولوجيتهم ومنهجياتهم التكتيكية من أسامة بن لادن والقاعدة، ويُزعم أيضًا أن أعضاء الجماعة انضموا إلى تنظيم الدولة الإسلامية - ولاية خراسان.
قالت السلطات الباكستانية أنها قتلت ثمانية من أعضاء الجماعة خلال عملية لمكافحة الإرهاب في كراتشي، من بينهم زعيم الحركة، حيث لقي خمسة مصرعهم على الفور وتوفي ثلاثة آخرون أثناء توجههم إلى المستشفى.